# Центр документов Исламской революции
Центр документов Исламской революции (перс. مرکز اسناد انقلاب اسلامی‎) начал свою работу в 1981 году как учреждение, занимающееся изучением истории исламской революции в Иране. Задачей центра стало собирание документов, относящихся к движению Имама Хомейни, для реализации фундированных исторических исследований и создания истории Исламской революции в Иране. В рамках выполнения этой задачи были предприняты значительные усилия для аккумулирования в Центре существующих документов, связанных с историей Исламской революции. В 1988 году. имам Хомейни в письме к ходжжат ал-ислам ва-л-муслимину Сеййеду Хамиду Роухани, бывшему в то время директором Центра, подчеркнул необходимость ещё большей настойчивости в деле собирания всех документов — письменных, аудио и фотоматериалов. В связи с этим, начиная с упомянутой даты, Центр документов Исламской революции стал местом собирания и хранения всех документов, касающихся Исламской революции в Иране.

## Долгосрочная стратегия Центра
Долгосрочная стратегия Центра предполагает создание истории Исламской революции. В связи с этим предпринимаются огромные усилия с помощью архива упомянутых документов, большой специализированной библиотеки по истории современного Ирана (насчитывающей ок. 40 000 единиц хранения), а также архива периодики, в котором хранятся все иранские газеты от возникновения журналистики в стране вплоть до настоящего времени и все журналы, посвящённые современной политике и истории, обеспечить исключительно научную атмосферу для работы исследователей.

## Задачи и перспективы
В результате предпринятых усилий на сегодняшний день архив Центра документов Исламской революции включает в себя ок. 1 700 000 листов письменных документов, 600 000 фотографий, 200 000 негативов, 23 000 часов аудиозаписей, а также 15 000 часов видеозаписей, располагая, таким образом, весьма богатым собранием документов по истории Исламской революции. В настоящее время все стратегии и общие усилия сосредоточены на том, чтобы извлечь из этих документов как можно больше сведений, скомпоновать их и представить в распоряжение исследователей истории Исламской революции.

## Заместители
Помимо самостоятельного заместителя, которым сегодня является Али Раманди, а также административно-финансового аппарата, которым руководит Али Арафати.

## Отделы
В Центре документов Исламской революции имеется ещё 4 отдела — отдел по связям с общественностью, научно-исследовательский отдел, издательский отдел, отдел устной истории.

## Совет попечителей
Высшим органом, занимающимся выработкой стратегии Центра документов Исламской революции, является Совет попечителей, в состав которого входят: ходжжат ал-ислам ва-л-муслимин Мостафа Пур Мохаммади (председатель), ходжжат ал-ислам Сеййед Хамид Роухани и ходжжат ал-ислам Рухолла Хосейнийан.